# Mario Napoli
Mario Napoli, född 14 mars 1915 i Neapel,  död 11 april 1976 i Salerno, var en italiensk arkeolog.
Mario Napoli arbetade inom romersk arkeologi och ”Storgrekland” , där han visade en säker och positiv intuition. Han var också professor i historia om Magna Graecia vid universitetet i Salerno, UNISA vars arkeologiska laboratorium nu är uppkallat efter honom.